# Verska pripoved
Vérska pripôved je sestavina, ki jo vsebuje vsaka religija; razlikuje se le v podajanju pripovedi. Tako se lahko podaja v obliki besedil (Sveto pismo, Koran, ...) ali po ustnem izročilu (značilno za družbe brez pisave). Pripoved vsebuje simbolno in tudi mitološko razlago nastanka in razvoja stvarnosti. V pripovedi so tudi prisotne verske resnice.